# Kirstie James
Kirstie James (Auckland, 25 mei 1985) is een Nieuw-Zeelandse voormalig baan- en wegwielrenster.

## Carrière
Ze werd derde op de ploegenachtervolging tijdens de Wereldkampioenschappen baanwielrennen in 2017 en 2019. In 2018 won ze een zilveren medaille op ploegenachtervolging tijdens de Gemenebestspelen in Gold Coast.
In 2021 nam ze deel aan de Olympische Zomerspelen 2020 die werden gehouden in Tokio. Op het onderdeel ploegenachtervolging werd ze samen met Bryony Botha, Holly Edmondston en Jaime Nielsen achtste.

## Belangrijkste Resultaten

### Baanwielrennen
| Jaar  | NK                                                           | OK                                                 | WK                   | Overig                                                                        |
| Elite | Elite                                                        | Elite                                              | Elite                | Elite                                                                         |
| ----- | ------------------------------------------------------------ | -------------------------------------------------- | -------------------- | ----------------------------------------------------------------------------- |
| 2015  | omnium                                                       | ploegenachtervolging · omnium                      |                      |                                                                               |
| 2016  | scratch · ploegenachtervolging                               | ploegenachtervolging · achtervolging               |                      |                                                                               |
| 2017  | scratch · achtervolging                                      | achtervolging · puntenkoers · ploegenachtervolging | ploegenachtervolging | WB Santiago: ploegenachtervolging                                             |
| 2018  |                                                              |                                                    |                      | Gemenebestspelen: · ploegenachtervolging                                      |
| 2019  | achtervolging · puntenkoers · scratch · ploegenachtervolging | ploegenachtervolging · achtervolging               | ploegenachtervolging | WB Cambridge (1): ploegenachtervolging WB Cambridge (2): ploegenachtervolging |
| 2020  | achtervolging                                                |                                                    |                      |                                                                               |
| 2021  | puntenkoers · achtervolging                                  |                                                    |                      | Olympische Spelen: 8e ploegenachtervolging                                    |